# Manaos Athletic Club
El Manaos Athletic Club fue un equipo de fútbol de Brasil que jugó en el Campeonato Amazonense, la primera división del Amazonas; del cual fue uno de sus equipos fundadores.

## Historia
Fue fundado el 23 de junio de 1908 en Manaos, capital del estado de Amazonas, por un grupo de comerciantes, banqueros e ingenieros de origen británico que llegaron a Brasil a finales del siglo XIX atraídos por el capital generado por las exportaciones en el país. El club solo aceptaba jugadores de origen inglés en el club.
Fue uno de los equipos pioneros del fútbol en el Amazonas, así como de otros deportes como tenis y críquet y fueron el mejor equipo del estado a inicios del siglo XX.
En 1914 fueron uno de los equipos fundadores del Campeonato Amazonense, campeonato que ganaron en sus dos primeras ediciones, aunque abandonan la liga en 1915 por diferencias con los dirigentes de la liga amazonense, y también para dedicarse a otros deportes como el béisbol, del que fue campeón estatal en 1923, y el tenis.
El club fue refundado en 1917, pero se limitaron a jugar partidos amistosos y termina desapareciendo oficialmente en 1922 debido a la crisis económica, cediendo sus instalaciones al Bosque Clube.
El club se ubica en el lugar 13 de la clasificación histórica del Campeonato Amazonense.

## Rivalidades
A pesar de solo jugar las dos primeras temporadas del Campeonato Amazonense, el club desarrolló rivalidades con algunos equipos del estado como el Racing Club Amazonense y el Nacional. Antes del nacimiento del Campeonato Amazonense ya tenía la rivalidad con el Racing Club Amazonense, teniendo su primer partido en 1910, y en el caso del Nacional Futebol Clube inició durante el Campeonato Amazonense de 1914 cuando se enfrentaron en la final de esa temporada, que ganó el Manaos Athletic Club.

## Palmarés
- Campeonato Amazonense (2): 1914, 1915